# Louis Saeys
Lodewyk Hypoliet Maria Saeys (ur. 25 listopada 1887 w Brugii – zm. 2 czerwca 1952 w Sint-Andries) – belgijski piłkarz grający na pozycji napastnika. Był reprezentantem Belgii.

## Kariera klubowa
Całą swoją karierę piłkarską Saeys spędził w klubie CS Brugeois. W sezonie 1903/1904 zadebiutował w jego barwach w pierwszej lidze belgijskiej. W CS Brugeois grał do końca sezonu 1926/1927 rozgrywając w nim 305 ligowych meczów i zdobywając 103 gole. Wraz z CS Brugeois dwukrotnie wywalczył tytuł mistrza Belgii w sezonach 1910/1911 i 1926/1927. Zdobył też Puchar Belgii w sezonie 1926/1927.
| Sezon   | Klub        | Kraj   | Rozgrywki          | Mecze | Gole |
| ------- | ----------- | ------ | ------------------ | ----- | ---- |
| 1903/04 | CS Brugeois | Belgia | Division d'Honneur | 3     | 0    |
| 1904/05 | CS Brugeois | Belgia | Division d'Honneur | 11    | 0    |
| 1905/06 | CS Brugeois | Belgia | Division d'Honneur | 14    | 4    |
| 1906/07 | CS Brugeois | Belgia | Division d'Honneur | 13    | 4    |
| 1907/08 | CS Brugeois | Belgia | Division d'Honneur | 11    | 4    |
| 1908/09 | CS Brugeois | Belgia | Division d'Honneur | 17    | 7    |
| 1909/10 | CS Brugeois | Belgia | Division d'Honneur | 19    | 13   |
| 1910/11 | CS Brugeois | Belgia | Division d'Honneur | 20    | 15   |
| 1911/12 | CS Brugeois | Belgia | Division d'Honneur | 22    | 12   |
| 1912/13 | CS Brugeois | Belgia | Division d'Honneur | 22    | 13   |
| 1913/14 | CS Brugeois | Belgia | Division d'Honneur | 21    | 12   |
| 1918/19 | CS Brugeois | Belgia | Division d'Honneur | 3     | 2    |
| 1919/20 | CS Brugeois | Belgia | Division d'Honneur | 20    | 8    |
| 1920/21 | CS Brugeois | Belgia | Division d'Honneur | 4     | 0    |
| 1921/22 | CS Brugeois | Belgia | Division d'Honneur | 18    | 3    |
| 1922/23 | CS Brugeois | Belgia | Division d'Honneur | 23    | 4    |
| 1923/24 | CS Brugeois | Belgia | Division d'Honneur | 25    | 1    |
| 1924/25 | CS Brugeois | Belgia | Division d'Honneur | 23    | 0    |
| 1925/26 | CS Brugeois | Belgia | Division d'Honneur | 14    | 1    |
| 1926/27 | CS Brugeois | Belgia | Division d'Honneur | 2     | 0    |

## Kariera reprezentacyjna
W reprezentacji Belgii Saeys  zadebiutował 9 maja 1907 w wygranym 2:1 towarzyskim meczu z Holandią, rozegranym w Haarlemie. Od 1907 do 1914 rozegrał w kadrze narodowej 24 mecze i strzelił 9 goli.